# Château de Goulaine
Pour les articles homonymes, voir Goulaine.
Le château de Goulaine se situe sur la commune de Haute-Goulaine à proximité immédiate du marais de Goulaine, dans le département français de la Loire-Atlantique. Il est classé Monument historique depuis le 13 août 1913.

## Présentation
Édifié sur les marches de Bretagne, ce château séparait autrefois le duché de Bretagne du royaume de France.
Il est la résidence de la famille de Goulaine. Le château passe cependant à d'autres familles durant deux siècles entre 1666 et 1858. Le premier marquis de Goulaine n'a pas de fils à qui transmettre son titre et son château. À sa mort, ceux-ci passent par l'une de ses filles à la famille de Rosmadec, déjà marquis du Plessis-Josso, pour trois générations avant d'échoir à un neveu de la famille de Baillehache qui vend le domaine au bout de deux ans à Piter Deurbroucq, en 1786. En 1858, le domaine est racheté par une lointaine branche cadette au sixième degré de la famille de Goulaine, ayant relevé le titre de marquis (devenu un titre de courtoisie depuis son extinction) après la Révolution française.
Aujourd'hui, trente générations se sont déjà succédé dans les lieux,, qui sont ouverts à la visite du public.
Château de Goulaine désigne également le vin produit au château.

### Historique

Armes de Goulaine, mêlant France et Angleterre.

Au XIIe siècle, lorsque le duché de Bretagne devint indépendant, le premier Goulaine, Jean de Goulaine, alors capitaine de la ville de Nantes, fortifie la propriété, qui est encore de nos jours entourée de marais (classés Natura 2000), pour se protéger des attaques des Normands.
Les Goulaine étaient une famille d'ancienne noblesse, déjà citée lors de la VIIe croisade (1248). Au cours des guerres de Religion, les Goulaine combattent dans les rangs de la Ligue catholique : Gabriel, sieur de Goulaine, à la tête de cinquante lanciers, et son frère Jean, baron du Faouët, conquièrent en 1590 le château de Trogoff (Plouescat) et celui de Kérouzéré (Sibiril).
Rallié à Henri IV, Gabriel de Goulaine obtient en 1621 de Louis XIII l'érection en marquisat de sa seigneurie de Goulaine.
Les familles de Goulaine, puis par alliance de Rosmadec et de Baillehache, restent propriétaire du domaine sans interruption jusqu'en 1788, date à laquelle il est vendu à un armateur d'origine hollandaise, Piter Deurbroucq, fils cadet de Dominique, écuyer, consul de Nantes, conseiller secrétaire du Roi, maison et couronne de France, et de Marguerite Sengstack, d'origine hollandaise elle aussi, qui n'y habita pas. Ce dernier, pour acheter le château de Jarzé, revend en 1791 le château et le marquisat à son frère aîné Dominique Deurbroucq, dit Dom Deurbroucq fils, qui n'y habite pas non plus, s'installant dès 1795 à Paris. Cette vente contribue à empêcher la destruction du château lors de la Révolution française.
En 1858, le domaine est racheté par un membre de la famille de Goulaine, qui l'a conservé du fait de son rachat familial vers 1960 par le marquis Robert de Goulaine grâce à la fortune de sa mère, née d'Argenson. Le château conserve entre autres un portrait de Marc Pierre de Voyer de Paulmy, comte d'Argenson (1696-1764), acquéreur en 1729 du domaine des Ormes où il fut exilé en février 1757 par Louis XV.
Aujourd'hui, après plusieurs siècles d'appartenance à la Famille de Goulaine, le château a été vendu à Hervé Lecesne, industriel parisien.

### Architecture
Ce château est, comme les autres châteaux de la Loire, construit en pierre de tuffeau. Il date de la fin du Moyen Âge, début Renaissance. Il dispose encore de vestiges de son ancien passé fortifié.

### La volière aux papillons
Depuis 1984, le château de Goulaine présentait une collection de plusieurs centaines de papillons tropicaux volant en liberté dans une papillonneraie parmi les plantes exotiques rares, créé en 1983 par le marquis Robert de Goulaine (1933-2010). La volière est fermée depuis 2016 et sera remplacée par une volière de papillons communs.

## Gastronomie

### Vins
Bien que l'on ne sache pas clairement quand le vignoble de la propriété a démarré la production commerciale de vin, plutôt qu'un vin simplement voué à la consommation familiale, le millésime durant lequel la propriété du Château de Goulaine s'est mise à produire du vin en fait la plus ancienne firme viticole encore en activité.
Il s'agit probablement de la troisième plus ancienne entreprise commerciale du monde,.
Cette entreprise familiale est considérée comme la plus ancienne d'Europe.
Le domaine du château est l'un des derniers châteaux de la Loire à encore produire du vin.

### Beurre blanc
À en croire la légende, rapportée par le cuisinier américain Bobby Flay, la sauce appelée beurre blanc aurait été inventée vers 1890 dans les cuisines du Château de Goulaine par sa cuisinière en chef, Clémence Lefeuvre.

### Le musée officiel LU
Depuis 1999, le château de Goulaine accueille dans ses anciennes écuries, la collection artistique et publicitaire de la célèbre marque de biscuits nantais LU. Dans ces 500 m2, les meubles de l'ancienne boutique de la rue Boileau à Nantes, sont présentés avec des objets rares, tels que des publicités ou la peinture originale du « Petit écolier » datant de 1897.
En 2019, le groupe Mondelez, propriétaire de la marque LU annonçait vouloir retirer du château les 600 pièces de la collection à la fin de la saison estivale. Dans le cadre d’un projet de mise en avant du patrimoine LU, le groupe réfléchit en effet à une manière de mettre davantage en lumière la collection auprès du grand public. En contrepartie de l’immobilisation de l’espace d'exposition, de l'entretien et de la médiation du musée, le château recevait du groupe agroalimentaire la somme de 60 000 euros par an qui permettait l'emploi de six salariés et contribuait pour un tiers des recettes du château,.

## Galerie

Extérieur
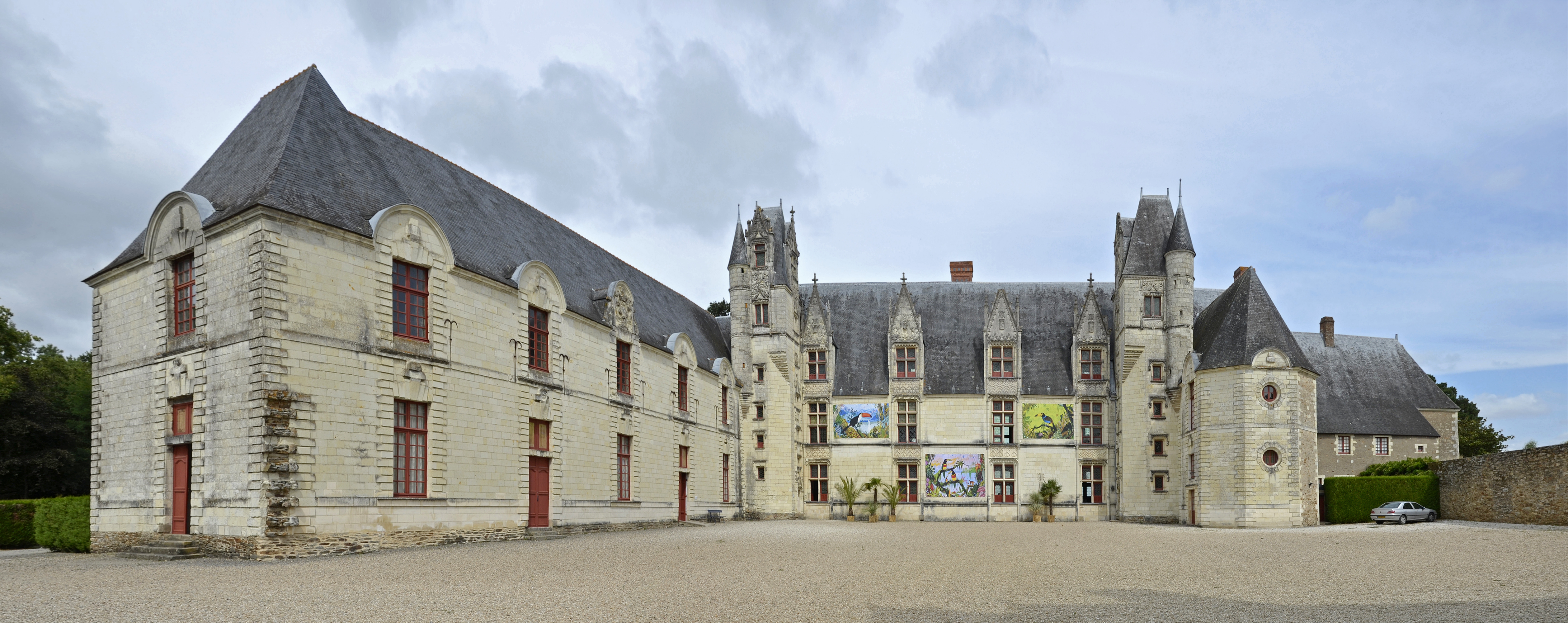
Vue depuis la cour.
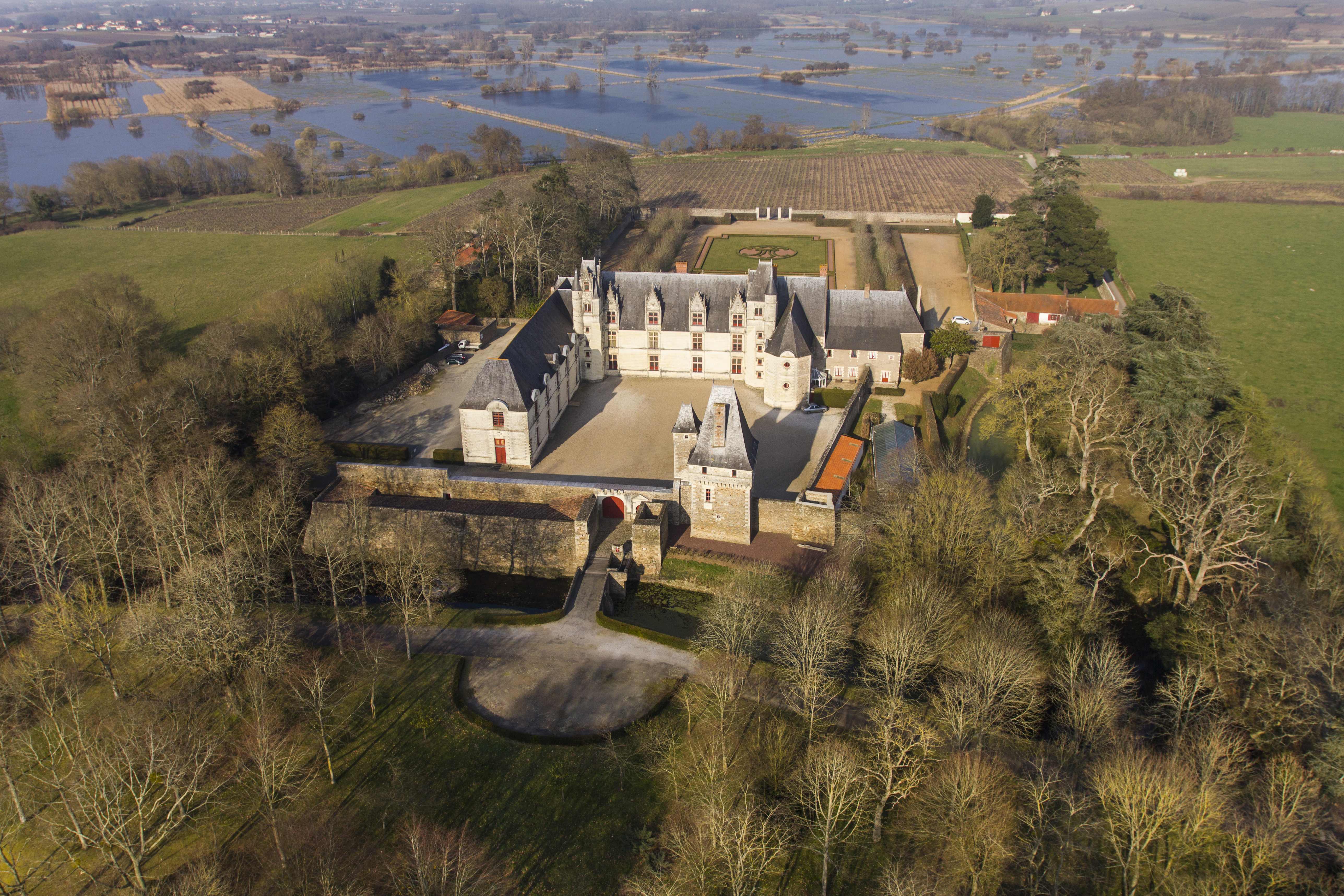
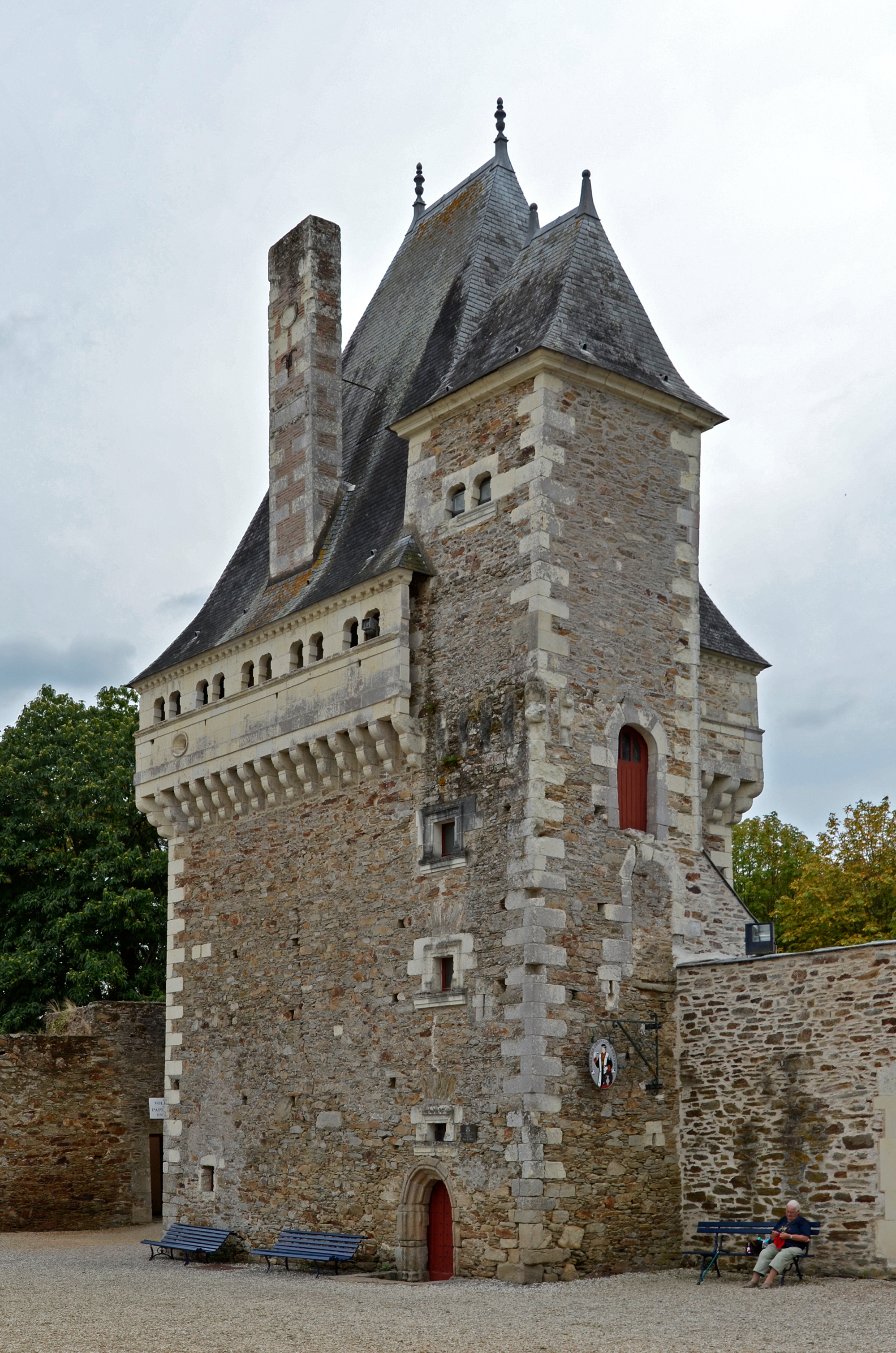
Tour des Archives.
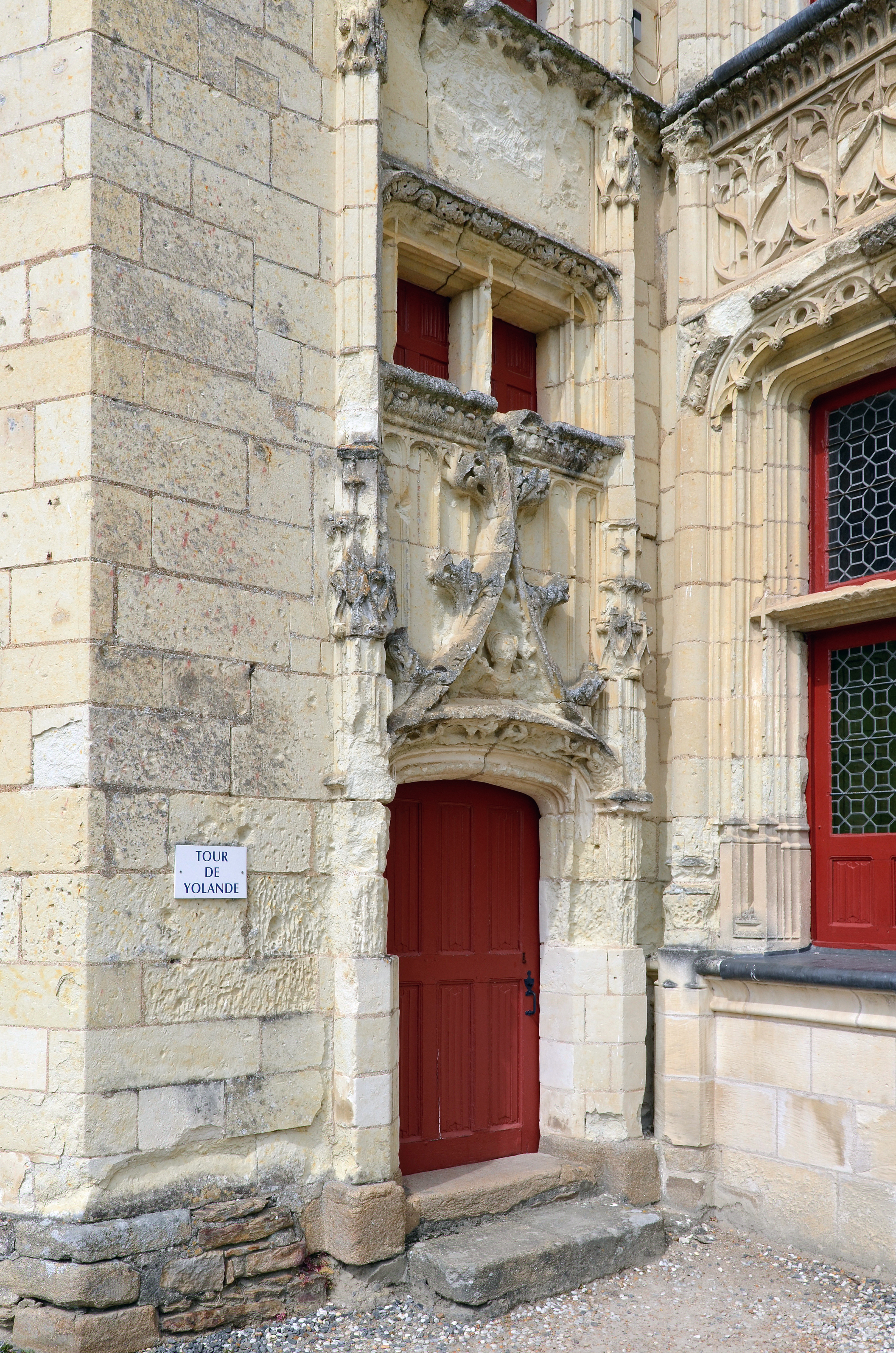
Tour de Yolande.
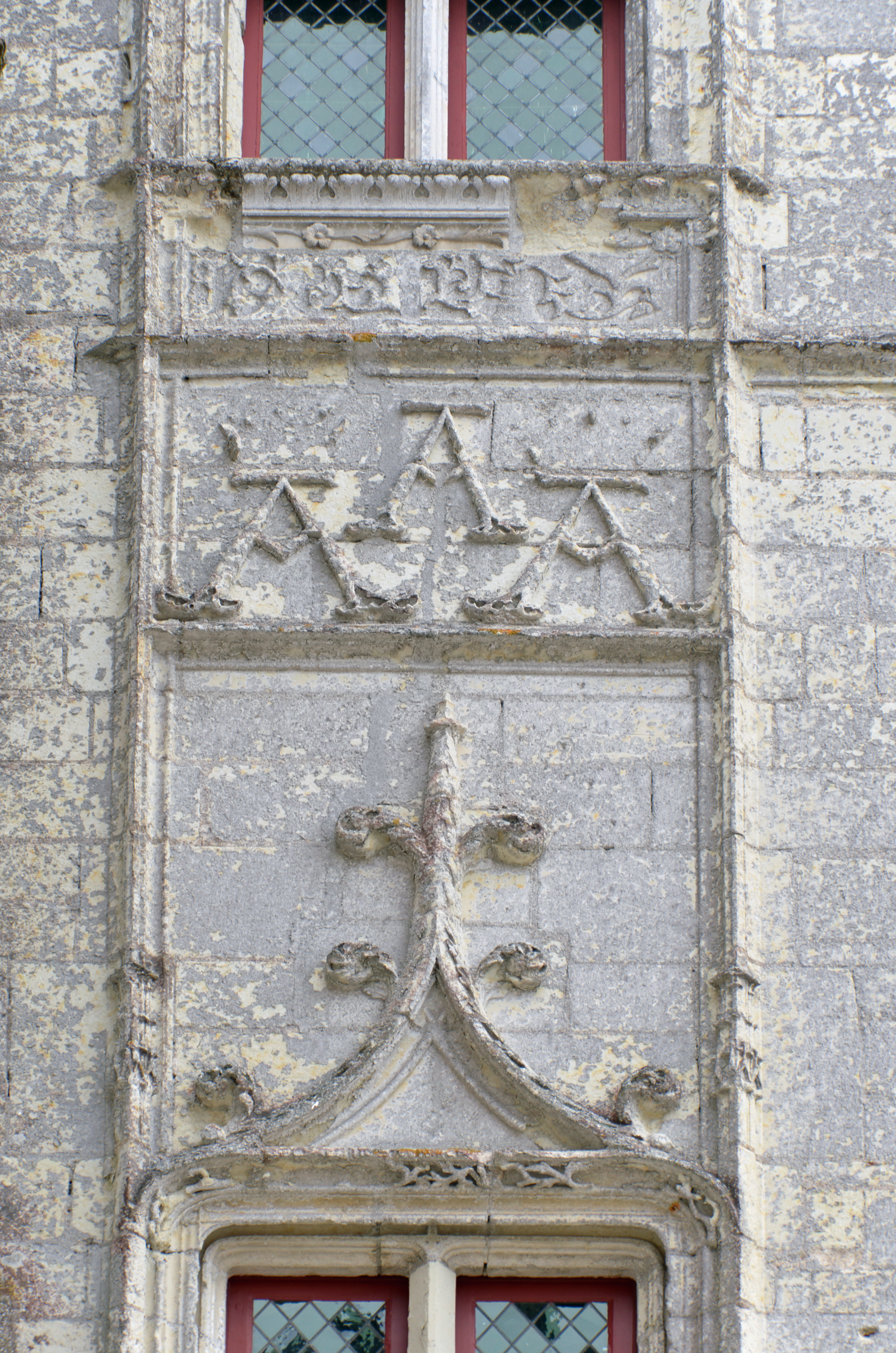
Triple A.
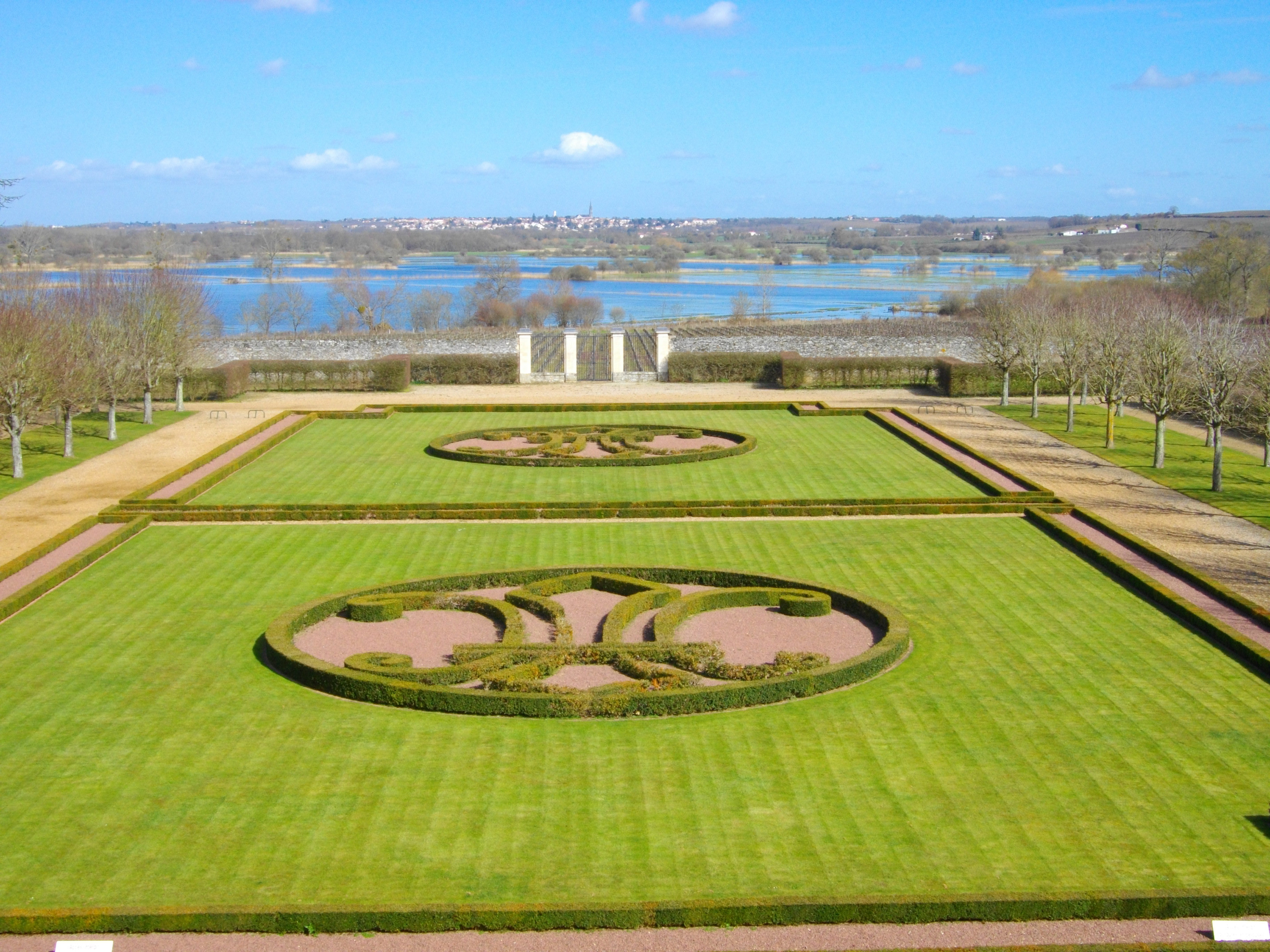

Intérieur
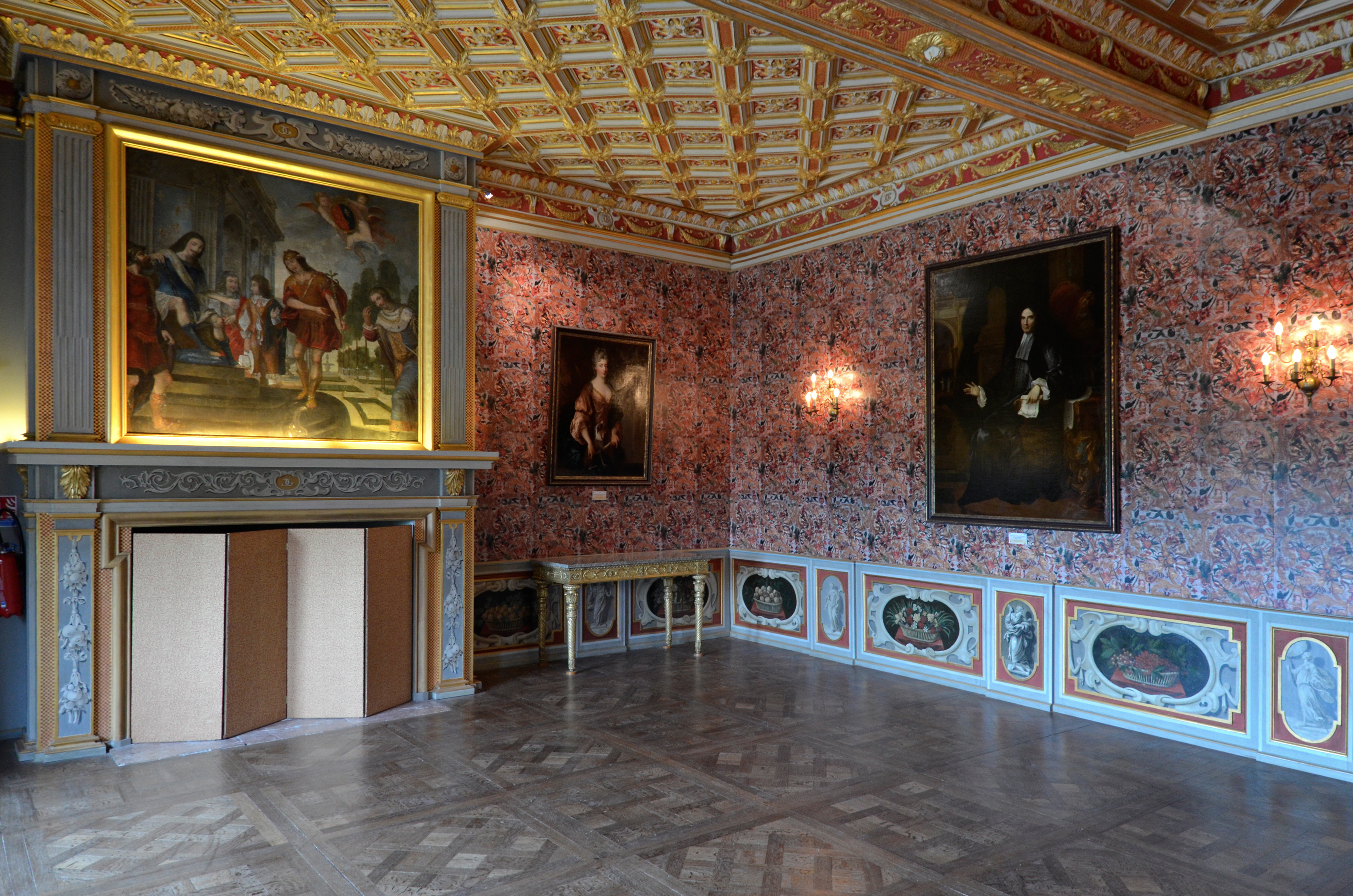
L'un des salons.
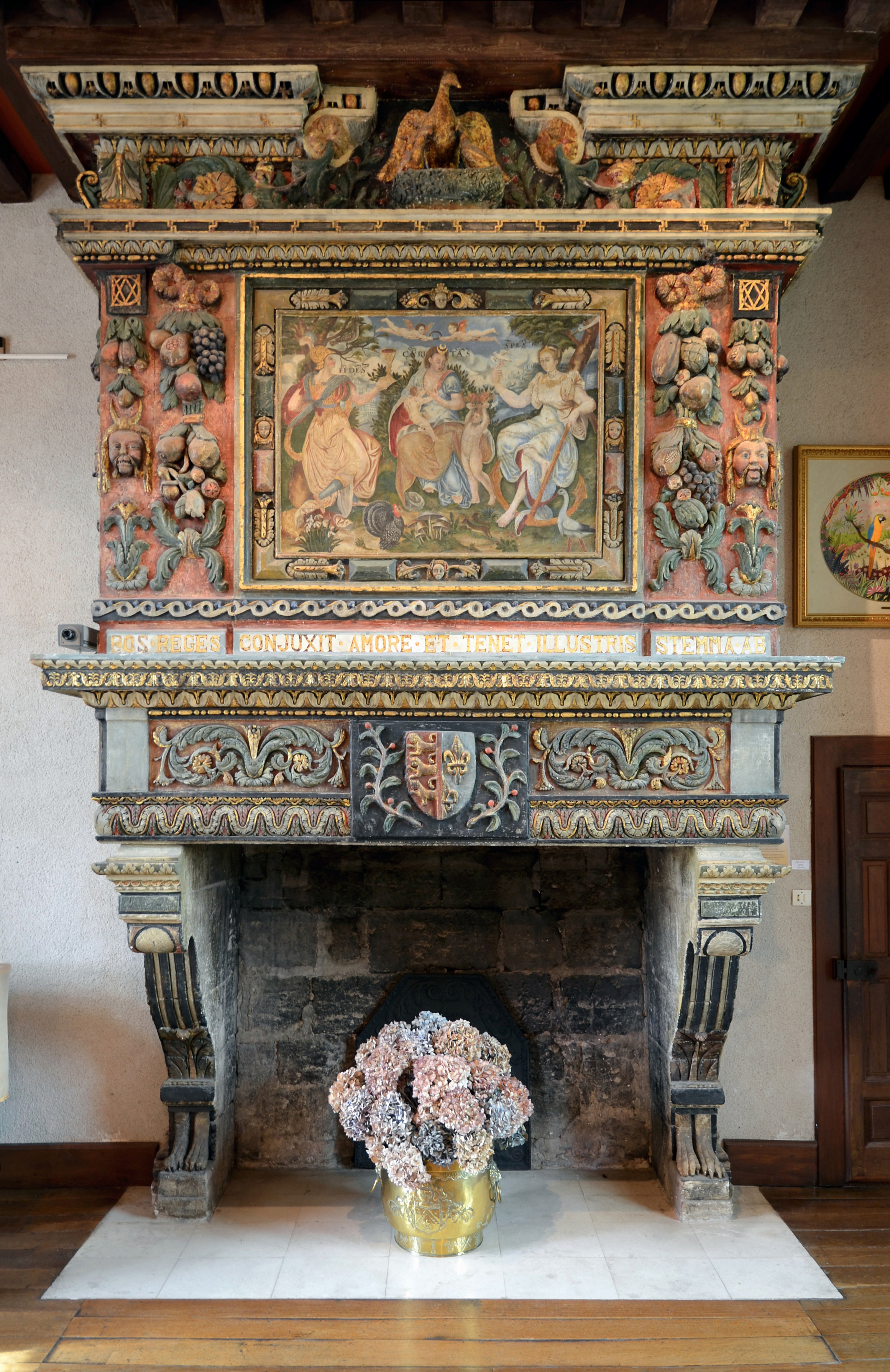
Cheminée monumentale du XVIe siècle.
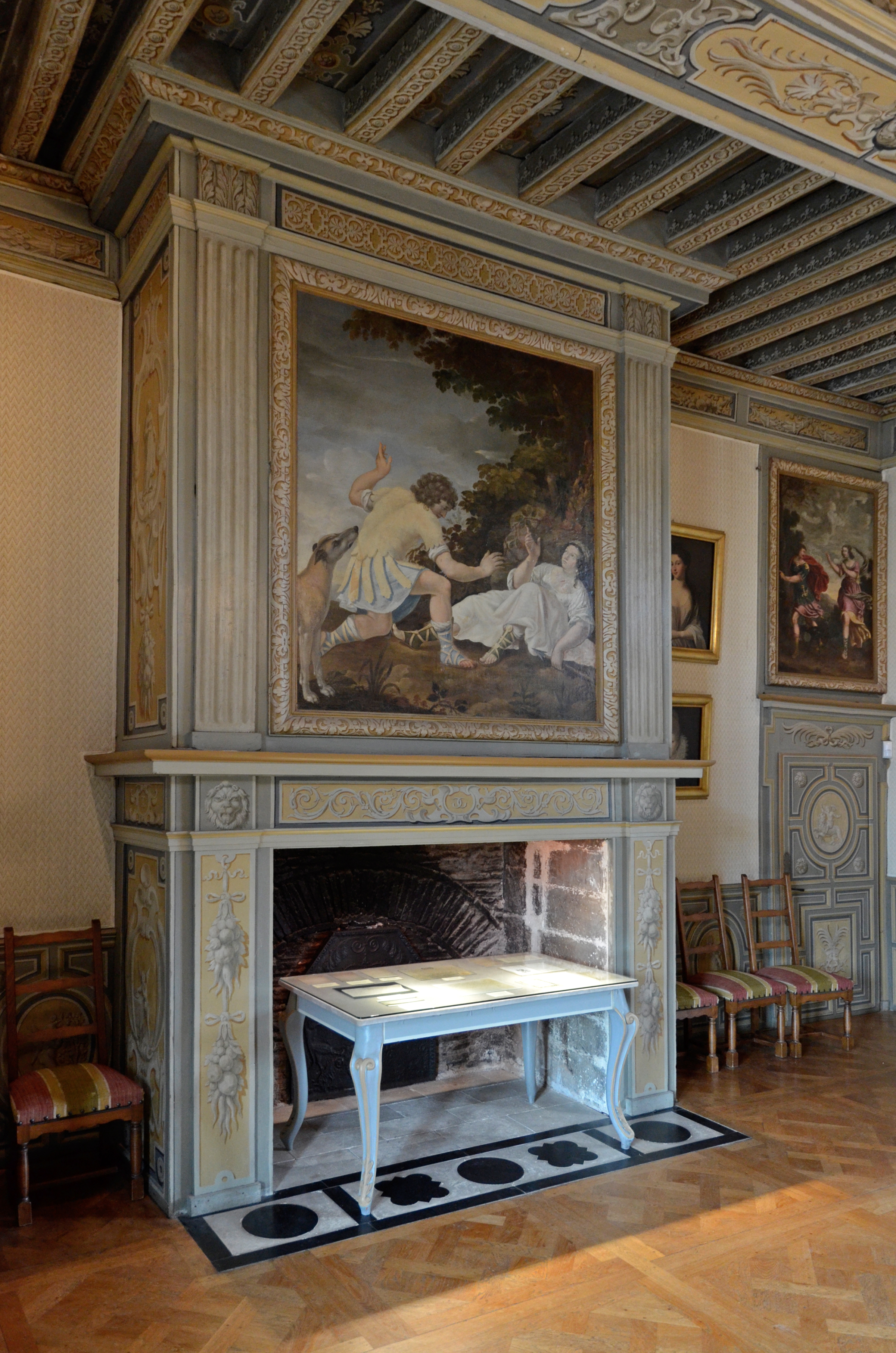
Cheminée monumentale du XVIe siècle.
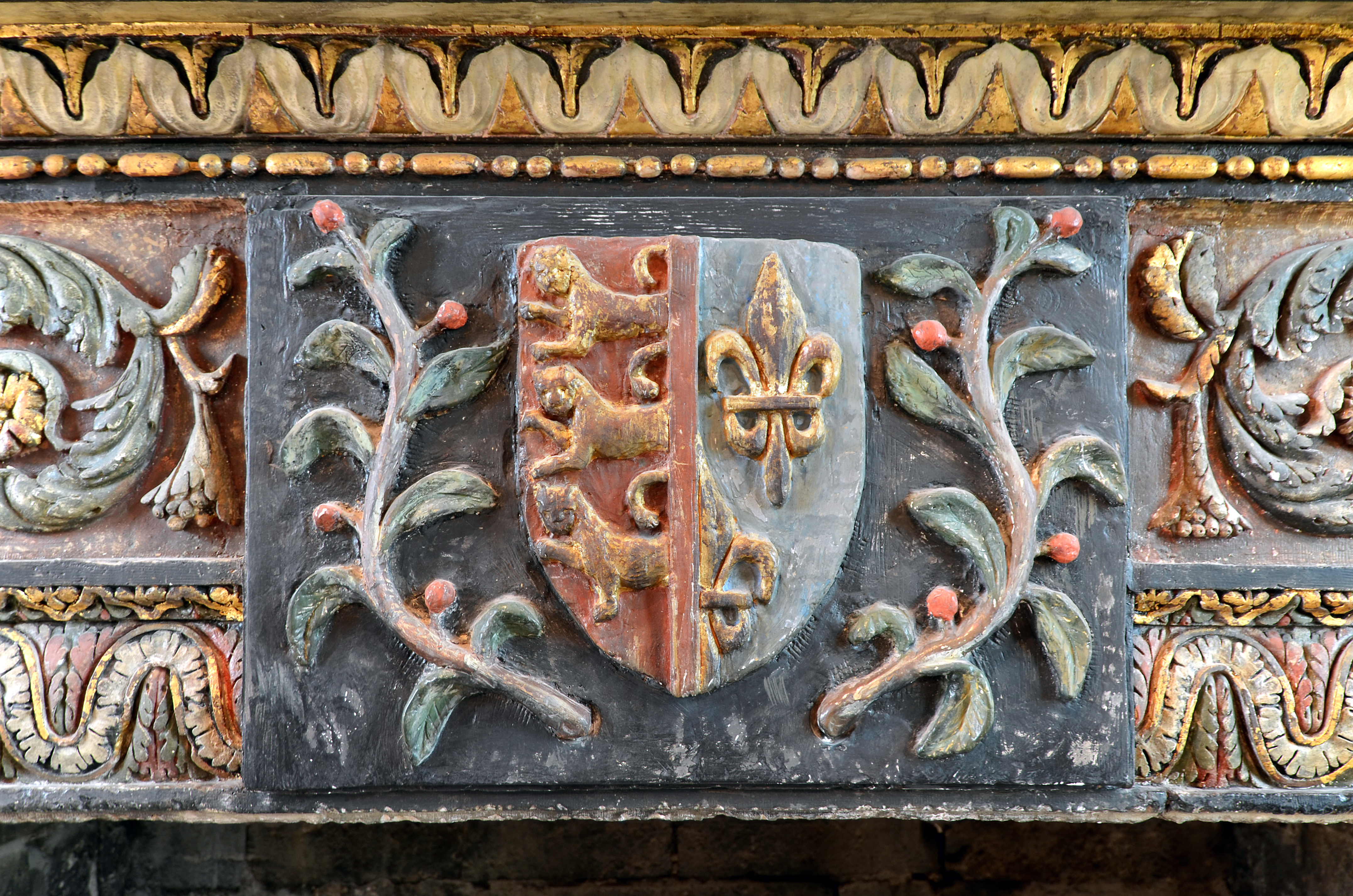
Armoiries.
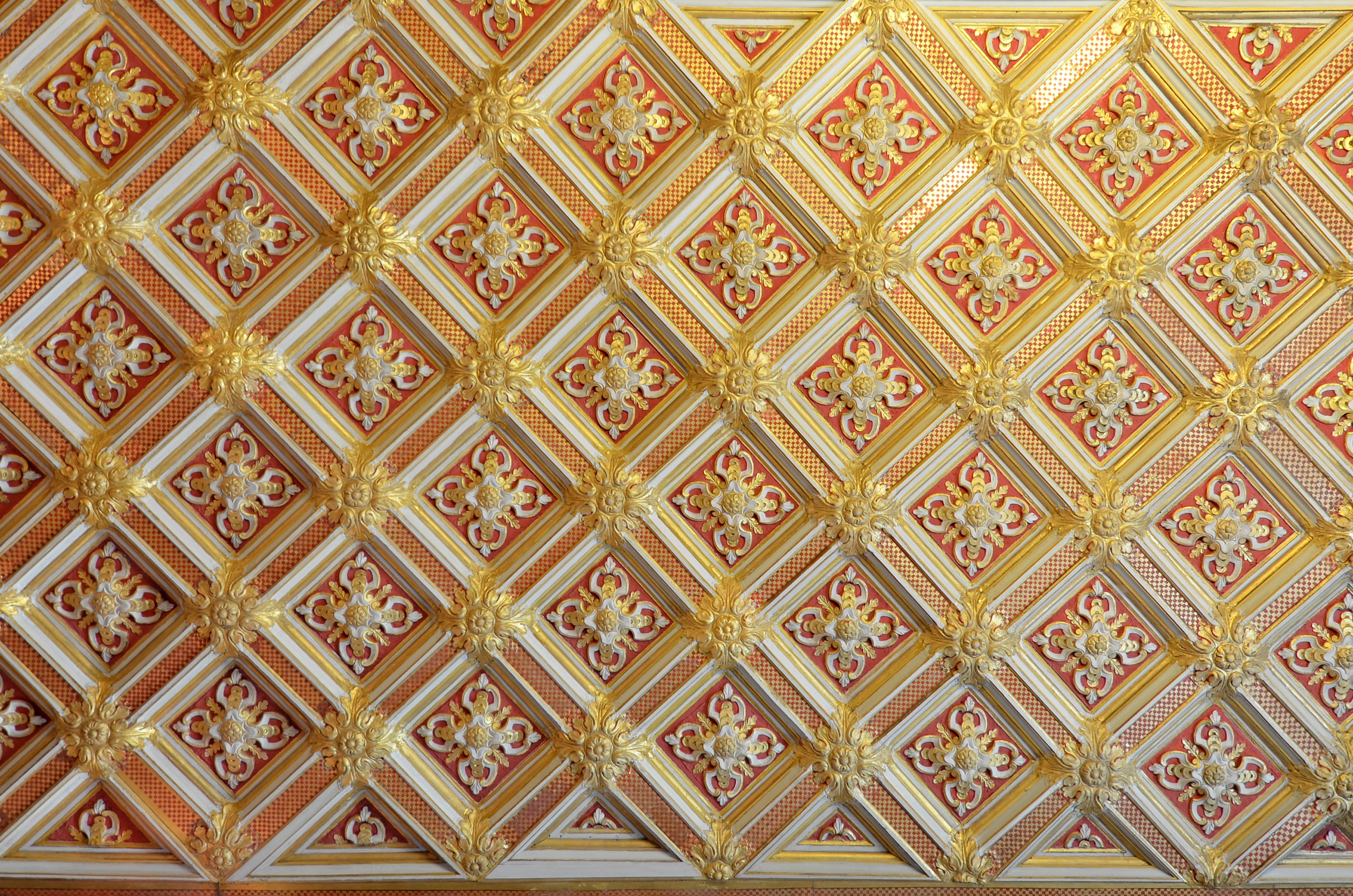
Plafond à caisson.

### Pages connexes
- Liste des châteaux de la Loire-Atlantique
- Liste des monuments historiques de la Loire-Atlantique
- Famille de Goulaine
- Liste historique des marquisats de France